# Antonio Fernández-Galiano
Antonio Fernández-Galiano Fernández (Barcelona, 17 de maig de 1926 - Madrid, 8 de novembre de 1999) fou un polític espanyol.
Provinent de la democràcia cristiana, va ser escollit senador en les llistes d'Unió de Centre Democràtic (UCD) per la província de Guadalajara a les eleccions generals espanyoles de 1977 (legislatura constituent), i a les eleccions de 1979. Es va convertir posteriorment en el primer president preautonòmic de la Junta de Comunitats de Castella-la Manxa el 29 de novembre de 1978, càrrec que va ocupar fins a febrer de 1982. Fernández-Galiano va contribuir des de la Presidència de la Preautonomia a donar els primers passos en la constitució de Castella-la Manxa com a Comunitat Autònoma.